# Pohár vítězů pohárů 1977/1978
Sezóna 1977/78 Poháru vítězů pohárů byla 18. ročníkem tohoto poháru. Vítězem se stal tým RSC Anderlecht.

## Předkolo
| Tým #1     | Celk. | Tým #2         | 1. zápas | 2. zápas |
| ---------- | ----- | -------------- | -------- | -------- |
| Rangers FC | 3 - 2 | BSC Young Boys | 1 - 0    | 2 - 2    |

## První kolo
| Tým #1               | Celk.    | Tým #2                   | 1. zápas | 2. zápas |
| -------------------- | -------- | ------------------------ | -------- | -------- |
| Progrès Niedercorn   | 0 - 10   | Vejle Boldklub           | 0 - 1    | 0 - 9    |
| PAOK FC              | 4 - 0    | Zagłębie Sosnowiec       | 2 - 0    | 2 - 0    |
| Rangers FC           | 0 - 3    | FC Twente                | 0 - 0    | 0 - 3    |
| S.K. Brann           | 5 - 0    | ÍA Akranes               | 1 - 0    | 4 - 0    |
| 1. FC Köln           | 2 - 3    | FC Porto                 | 2 - 2    | 0 - 1    |
| Saint-Étienne        | 1 - 3    | Manchester United FC     | 1 - 1    | 0 - 2    |
| Hamburger SV         | 13 - 3   | Lahden Reipas            | 8 - 1    | 5 - 2    |
| Lokomotiv Sofia      | 1 - 8    | RSC Anderlecht           | 1 - 6    | 0 - 2    |
| Coleraine FC         | 3 - 6    | Lokomotive Leipzig       | 1 - 4    | 2 - 2    |
| Betis Sevilla        | 3 - 2    | AC Milán                 | 2 - 0    | 1 - 2    |
| Valletta             | 0 - 7    | FK Dynamo Moskva         | 0 - 2    | 0 - 5    |
| Olympiakos Nicosia   | 1 - 8    | FC Universitatea Craiova | 1 - 6    | 0 - 2    |
| Cardiff City FC      | 0 - 1    | FK Austria Wien          | 0 - 0    | 0 - 1    |
| FC Lokomotíva Košice | 2(v) - 2 | Östers IF                | 0 - 0    | 2 - 2    |
| Beşiktaş JK          | 2 - 5    | Diósgyőri VTK Miskolc    | 2 - 0    | 0 - 5    |
| Dundalk FC           | 1 - 4    | HNK Hajduk Split         | 1 - 0    | 0 - 4    |

## Druhé kolo
| Tým #1                | Celk.       | Tým #2                   | 1. zápas | 2. zápas      |
| --------------------- | ----------- | ------------------------ | -------- | ------------- |
| Vejle Boldklub        | 4 - 2       | PAOK FC                  | 3 - 0    | 1 - 2         |
| FC Twente             | 4 - 1       | S.K. Brann               | 2 - 0    | 2 - 1         |
| FC Porto              | 6 - 5       | Manchester United FC     | 4 - 0    | 2 - 5         |
| Hamburger SV          | 2 - 3       | RSC Anderlecht           | 1 - 2    | 1 - 1         |
| Lokomotive Leipzig    | 2 - 3       | Betis Sevilla            | 1 - 1    | 1 - 2         |
| FK Dynamo Moskva      | 2(pen.) - 2 | FC Universitatea Craiova | 2 - 0    | 0 - 2(prodl.) |
| FK Austria Wien       | 1(v) - 1    | FC Lokomotíva Košice     | 0 - 0    | 1 - 1         |
| Diósgyőri VTK Miskolc | 3 - 3(pen.) | HNK Hajduk Split         | 2 - 1    | 1 - 2(prodl.) |

## Čtvrtfinále
| Tým #1          | Celk.       | Tým #2           | 1. zápas | 2. zápas      |
| --------------- | ----------- | ---------------- | -------- | ------------- |
| Vejle Boldklub  | 0 - 7       | FC Twente        | 0 - 3    | 0 - 4         |
| FC Porto        | 1 - 3       | RSC Anderlecht   | 1 - 0    | 0 - 3         |
| Betis Sevilla   | 0 - 3       | FK Dynamo Moskva | 0 - 0    | 0 - 3         |
| FK Austria Wien | 2(pen.) - 2 | HNK Hajduk Split | 1 - 1    | 1 - 1(prodl.) |

## Semifinále
| Tým #1           | Celk.       | Tým #2          | 1. zápas | 2. zápas      |
| ---------------- | ----------- | --------------- | -------- | ------------- |
| FC Twente        | 0 - 3       | RSC Anderlecht  | 0 - 1    | 0 - 2         |
| FK Dynamo Moskva | 3 - 3(pen.) | FK Austria Wien | 2 - 1    | 1 - 2(prodl.) |

## Finále
| Tým #1         | Celk. | Tým #2          |
| -------------- | ----- | --------------- |
| RSC Anderlecht | 4 - 0 | FK Austria Wien |

## Vítěz
| Pohár vítězů pohárů 1977/78 RSC Anderlecht Nico de Bree, Hugo Broos, Jean Thissen, Gilbert Van Binst, Ludo Coeck, Arie Haan, Johnny Dusbaba, Rob Rensenbrink , Frank Vercauteren, François Van der Elst, Benny Nielsen, Jean Dockx Trenér: Raymond Goethals |